# 第15回全国中等学校ラグビーフットボール大会
第15回全国中等学校ラグビーフットボール大会（だい15かいぜんこくちゅうとうがっこうラグビーフットボールたいかい）は、1933年（昭和8年）1月に兵庫県西宮市の甲子園南運動場で開催された、旧制中学校・実業学校および師範学校を対象としたラグビー競技大会である。

## 概要
- 参加校数が8校でおこなわれた最後の大会である。（第26回大会で復活。）

## 参加チーム
- 秋田県立秋田工業学校（秋田県・実業学校）（4年連続4回目）
- 日本大学第二中学校（東京都）（初出場）
- 京都市立第一商業学校（京都府）（5年ぶり11回目）
- 兵庫県立第二神戸中学校（兵庫県）（初出場）
- 天理中学校（奈良県）（2年ぶり5回目）
- 福岡県立福岡中学校（福岡県）（2年ぶり5回目）
- 京城師範学校（外地・師範学校）（4年連続4回目）
- 鞍山中学校[1]（外地）（2年連続2回目）

## 試合結果

### 1回戦
- 天理中 9-6京一商
- 福岡中 8-5鞍山中
- 京城師 28-5秋田工
- 神戸二中 23-0日大二中

### 準決勝
- 天理中 11-3福岡中
- 京城師 24-3神戸二中

### 決勝
京城師が3年連続3回目の優勝を果たした。
- 京城師 32-5天理中